# 11895 Dehant
11895 Dehant (1991 GU3) là một tiểu hành tinh vành đai chính được phát hiện ngày 8 tháng 4 năm 1991 bởi E. W. Elst ở Đài thiên văn Nam Âu.